# Bracear (equitación)
Se llama bracear a la acción de mover los brazos. Se aplica este nombre a un caballo que cuando anda eleva mucho del suelo los extremos inferiores de los miembros anteriores. 
Los caballos de brazos han sido muy estimados para la silla: los movimientos los hacen de dos modos: uno cuando se ejecuta la flexión en la línea regular de aplomo y el otro cuando hace una especie de semicírculo con el tercio inferior del miembro, de modo que muestra la herradura lateralmente. A estos últimos les han dado el nombre de brazos de campana. 
La acción de bracear el caballo puede ser:
- natural. En este caso, el caballo manifiesta fuerza y vigor en sus músculos y una justa proporción en el orden regular de sus partes
- el resultado de su mala conformación. En este caso, al contrario, la acción de bracear es siempre dependiente de un vicio de conformación o de alguna circunstancia particular del animal.

Cuando las cuartillas son largas, el antebrazo corto y por consecuencia la rodilla muy alta, el caballo bracea siempre que la acción de sus músculos y tendones no se haya debilitado por los defectos del sistema óseo, pero aunque bracee en los primeros años de su vida, se arruina pronto y siempre es de poca utilidad.